# Robinson i skärgården
Robinson i skärgården är en svensk stumfilm från 1920 i regi av Rune Carlsten.

## Om filmen
Filmen premiärvisades 15 november 1920. Filmen spelades in vid Skandiaateljén vid Långängen i Stocksund med exteriörer från Tobaksholmen utanför Vaxholm av Raoul Reynols. För de animerade avsnitten i filmen svarade Paul Myrén. I anslutning till inspelningen blev två av filmens skådespelare, Mary Johnson och norrmannen Einar Rød ett äkta par.

## Rollista
- Eric Lindholm - bankir Agathon
- Lotten Almlöf - änkekonsulinnan Silverdahl
- Mary Johnson - Brita, änkekonsulinnans ogifta dotter
- Carlo Keil-Möller - Einar Falk, med. kand.
- Einar Rød - den nygifte
- Sie Holmquist - den nygifta, Britas syster
- Torsten Winge - ena mannen i segelsällskapet